# Тениски меч Изнер–Маи на Вимблдону 2010.
Тениски меч између Американца Џона Изнера и Француза Николе Маија, одигран у првом колу Вимблдона 2010. године био је најдужи меч у историји професионалног тениса – и по времену трајања и по броју одиграних гемова. Након 11 часова и пет минута игре током три дана, сусрет је завршен победом Изнера, резултатом 6:4, 3:6, 6:7(7), 7:6(3), 70:68. Главни судија меча био је Мухамед Лахијани.
Меч је почео у 18:18 часова, у уторак, 22. јуна 2010, а прекинут је због мрака при резултату 2:2 у сетовима. Потом је био настављен сутрадан у 14:05 и рекорд по дужини трајања меча је био оборен у 17:45. Игра је поново била прекинута због мрака у 21:13, при резултату 59:59 у петом сету. Меч је настављен у четвртак у 15:40, а завршен је у 16:49 часова. Последњи сет је трајао 8 часова и 11 минута.
Играчи су оборили и поставили и неколико других тениских и вимблдонских рекорда, укључујући и број асова у једном мечу којег је држао Хрват Иво Карловић, са 78 асова, а којег су обојица премашила – Изнер је постигао 113 асова, а Маи 103.

## Увод
Француз Маи је у главни жреб турнира ушао кроз три круга квалификација у којима је победио Канађанина Френка Данчевића, Британца Алексу Богдановића (против којег је добио одлучујући сет резултатом 24:22) и Аустријанца Штефана Кубека, док је Изнер био постављен за 23. носиоца и почео такмичење у првом колу.

## Рекорди
Током меча оборено је мноштво тениских рекорда, укључујући најдуже трајање меча (11 сати и 5 минута), најдужи сет (8 сати и 11 минута), највише гемова у једном сету (138), највише гемова у једном мечу (183), највише асова једног играча у једном мечу (Изнер – 113) и укупан број асова у једном мечу (216).

## Епилог
Одмах по завршетку меча, обојица играча и судија Мухамед Лахијани добили су посебну награду од организатора турнира које су им уручили Тим Хенман и Ен Хејдон Џоунс.
Џон Изнер, као победник меча, играо је у другом колу турнира против Тијема де Бакера и изгубио у три сета, резултатом 6:0, 6:3, 6:2. Тај меч је трајао свега 74 минута.

## Детаљи меча

### Резултат
|                 | 1 32 мин. | 2 29 мин. | 3 49 мин. | 4 64 мин. | 5 491 мин. |
| Никола Маи (кв) | 4         | 6         | 79        | 63        | 68         |
| Џон Изнер (23)  | 6         | 3         | 67        | 7         | 70         |

### Време игре
Времена су по британском стандардном времену (GMT+1)
Уторак, 22. јун 2010.
- 18:18 – Почетак меча
- 21:07 – Меч прекинут при 2:2 у сетовима, након 169 минута игре

Среда, 23. јун 2010.
- 14:05 – Меч настављен
- 17:45 – Оборен рекорд у дужини трајања меча
- 21:13 – Меч поново прекинут због мрака, при 59:59 у петом сету, након 598 минута игре

Четвртак, 24. јун 2010.
- 15:40 – Меч настављен на терену бр. 18[1]
- 16:48 – Џон Изнер побеђује са 70:68 у петом сету, након 11 сати и пет минута

### Други детаљи
| Маи | Податак             | Изнер |
| --- | ------------------- | ----- |
| 502 | Поена               | 478   |
| 244 | Винера              | 246   |
| 60  | Неизнуђених грешака | 62    |
| 103 | Асова               | 113   |
| 2   | Меч-лопти           | 5     |
| 91  | Освојених гемова    | 92    |

## Квар семафора
Другог дана игре, семафор који показује резултат на терену је показивао 47:47 и касније се искључио. Програмери су објаснили да је он био програмиран да показује резултат само до тог броја и да ће бити поправљен до сутрадан. Семафор на званичном мрежном месту је, када је требало да показује 50:50, показивао 0:0, а посетиоци су били замољени да додају по 50 гемова на резултат.

## Реприза меча
Наредне године су се Изнер и Маи поново састали у првом колу Вимблдона и Изнер је победио 7:6 (4), 6:2, 7:6 (4).